# پیرشریف
پیر شریف Pir Sharif روستایی است در شهرستان بروجرد در استان لرستان. این روستا در دهستان شیروان در بخش مرکزی این شهرستان قرار دارد.

## جمعیت
بنابر سرشماری مرکز آمار ایران، جمعیت این روستا در سال ۱۳۸۵، برابر با ۳۳ نفر بوده‌است که از این میان ۱۴ نفر مرد و بقیه زن بوده‌اند. این روستا تنها ۶ خانوار جمعیت دارد.